# Крафт, Давид фон
Давид фон Крафт (швед. и нем. David von Krafft; 1655, Гамбург — 20 сентября 1724, Стокгольм) — немецко-шведский живописец.

## Жизнь и творчество
Был приглашён в 1675 году в Швецию своим дядей и придворным художником Давидом Эренштралем и работал в его мастерской. При материальной поддержке шведской королевы Ульрики Элеоноры провёл 10 лет в обучении за границей, при этом три года художник путешествовал по Дании, Германии и Италии. В течение этих трёх лет Дхерд Крафт создал портреты датской королевской семьи. В Италии посетил Венецию, Флоренцию и Рим, где ему позировала отрекшаяся от престола королева Швеции Кристина. Затем мастер побывал в Болонье и в Неаполе — а оттуда поехал в Вену, где он написал портрет императорской фамилии. В Вене же он узнал о смерти своего дяди в Стокгольме. Д. Крафт вернулся в Швецию (через Вюртемберг, Швейцарию, Париж и Нидерланды). В 1696 году он стал придворным художником короля Швеции.
Первой супругой художника была Юстина София Фриденрайх, благодаря которой Д. Крафт вошёл в круг доверенных лиц королевского советника Иоахима фон Дюбена (Старшего), что значительно укрепило его положение при дворе. Второй женой Д. Крафта была вдова Елизавета Шпет. За заслуги перед королевской семьёй в 1719 году живописец был возведён королевой Ульрикой Элеонорой в дворянское достоинство. В 1720 году он был назначен дворцовым интендантом.
Помимо портретов членов королевской семьи и придворных, Д. Крафт написал алтарную картину для собора в Кальмаре. Его произведения ныне можно увидеть во многих государственных собраниях живописи в Швеции (Стокгольмском национальном музее, Мальмёхусе, художественном музее Гётеборга, в замке Грипсхольм. Имел многочисленных учеников.

## Галерея
- Портрет короля Карла XII Шведского
- Портрет короля Карла XII Шведского верхом на коне
- Портрет короля Польского Станислава Лещинского
- Портрет королевы Ульрики Элеоноры
- Портрет принцессы Хедвиги Софии Шведской